# Mary Parent
Mary Parent (sinh năm 1968) là một nhà sản xuất phim người Mỹ, và cựu giám đốc hãng phim. Vào tháng 2 năm 2011, cô đồng sáng lập Disruption Entertainment, một công ty có giao dịch đầu tiên tại Paramount Pictures. Cô trước đây là Chủ tịch của Tập đoàn Điện ảnh Toàn cầu của Metro Goldwyn Mayer. Cô là cựu chủ tịch sản xuất của Universal Studios. Ở đó, cô chịu trách nhiệm cho Meet the Fockers, The Bourne Supremacy, Serenity và các bộ phim khác. Năm 2004, Parent và Scott Stuber được bổ nhiệm làm Phó chủ tịch sản xuất toàn cầu cho Universal Pictures. Vào năm 2005, Universal đã ký một hợp đồng sản xuất với bộ đôi dưới tác phẩm Stuber / Parent Productions. Theo Stuber / Parent, cô đã sản xuất những bộ phim như Role Models (2008), Welcome Home, Roscoe Jenkins (2008), The Kingdom (2007), và You, Me and Dupree (2006). Cô đã sản xuất phim Pacific Rim của Guillermo del Toro, Darren Aronofsky sử thi Noah và The SpongeBob Movie: Sponge Out of Water (2015). Cha mẹ của cô làm việc tại New Line Cinema vào những năm 1990.
Năm 2008, Parent đã xếp thứ 28 trong danh sách "50 Woman to Watch 2008" của Tạp chí Phố Wall.

## Các bộ phim
| Năm  | Tựa                                      | Vai trò                |
| ---- | ---------------------------------------- | ---------------------- |
| 1996 | Set It Off                               | Nhà sản xuất điều hành |
| 1997 | Trial and Error                          | Nhà sản xuất điều hành |
| 1998 | Pleasantville                            | Nhà sản xuất điều hành |
| 2006 | You, Me and Dupree                       | Nhà sản xuất           |
| 2007 | The Kingdom                              | Nhà sản xuất điều hành |
| 2008 | Welcome Home, Roscoe Jenkins             | Nhà sản xuất điều hành |
| 2008 | Role Models                              | Nhà sản xuất           |
| 2013 | Pacific Rim                              | Nhà sản xuất           |
| 2014 | Noah                                     | Nhà sản xuất           |
| 2014 | Godzilla                                 | Nhà sản xuất           |
| 2015 | The SpongeBob Movie: Sponge Out of Water | Nhà sản xuất           |
| 2015 | The Revenant                             | Nhà sản xuất           |
| 2016 | Monster Trucks                           | Nhà sản xuất           |
| 2017 | Kong: Skull Island                       | Nhà sản xuất           |
| 2017 | Same Kind of Different as Me             | Nhà sản xuất           |
| 2018 | Pacific Rim: Uprising                    | Nhà sản xuất           |
| 2019 | Pokémon Detective Pikachu                | Nhà sản xuất           |
| 2019 | Godzilla: King of the Monsters           | Nhà sản xuất           |
| 2020 | Godzilla vs. Kong                        | Nhà sản xuất           |
| 2020 | Dune                                     | Nhà sản xuất           |
| TBA  | Beyblade                                 | Nhà sản xuất           |